# Liwā' Dhībān
Liwā' Dhībān (arabiska: Liwā’ Dhībān, لواء ذيبان) är ett departement i Jordanien.   Det ligger i guvernementet Madaba, i den centrala delen av landet, 50 km söder om huvudstaden Amman.